# مری هاروی
مری هاروی (انگلیسی: Mary Harvey؛ زادهٔ ۴ ژوئن ۱۹۶۵) بازیکن فوتبال در پست دروازه‌بان اهل ایالات متحده آمریکا است.

## باشگاهی
از باشگاه‌هایی که در آن بازی کرده‌است می‌توان به باشگاه فوتبال اف‌اس‌وی فرانکفورت و تیرسو اف‌اف اشاره کرد.

## تیم ملی
وی همچنین در تیم ملی فوتبال زنان ایالات متحده آمریکا بازی کرده‌است.

## جوایز و افختارات
وی برندهٔ مدال طلا بازی‌های المپیک تابستانی ۱۹۹۶ شده‌است.